# American Bureau of Shipping
American Bureau of Shipping (ABS) är ett klassningssällskap bildat 1862, som utfärdar klassningsregler för fartyg och andra installationer, samt genomför granskande insatser för att säkerställa att klassade objekt uppfyller dessa regler.
2012 var ABS världens näst störsts klassningssällskap mätt i antal klassade fartyg.